# Вербейник менорский
Вербейник менорский (лат. Lysimachia minoricensis) — вид растений из семейства первоцветных. Был эндемиком испанского острова Менорка, где рос среди средиземноморской кустарниковой растительности. В настоящее время вымер в природе (это произошло в неизвестный момент с 1926 по 1950 год по не установленным причинам), но продолжает существовать в культуре, растение выращивают в ботанических садах и частных коллекциях.
Гемикриптофит. Цветки мелкие, жёлтые. При прикосновении растение испускает неприятный запах.
МСОП присвоил виду охранный статус EW — исчезнувший в дикой природе.